# Josef Weißkind
Josef Weißkind (* 6. Februar 1914 in Salzburg; † 29. Jänner 1977 ebenda) war ein österreichischer Politiker (SPÖ) und Kaufmann. Er war Abgeordneter zum Salzburger Landtag und Landesrat in der Salzburger Landesregierung. 

## Ausbildung und Beruf
Weißkind besuchte in Salzburg die Volks- und Bürgerschule und absolvierte danach eine kaufmännische Lehre. Er arbeitete bis 1939 als Kaufmannsgehilfe und Dekorateur, wobei er nach der Machtübernahme der Nationalsozialisten 1938 verhaftet und aus der Stadt Salzburg ausgewiesen worden war. Er besuchte daraufhin die Werbeschule in Berlin und diente von 1939 bis 1945 im Zweiten Weltkrieg. 1945 geriet er in Kriegsgefangenschaft. Nach seiner Rückkehr aus der Gefangenschaft arbeitete Weißkind 1945 im GEWA-Kaufhaus in Salzburg, 1946 eröffnete er ein Sportfachgeschäft in Salzburg. 1954 gründete er mit der Eröffnung von „Ryska Moden“ in Salzburg ein weiteres Geschäft.

## Politik und Funktionen
Weißkind war von 1928 bis zum Verbot der Sozialdemokratischen Partei im Jahr 1934 als Obmann der Sozialistischen Jugend in Salzburg aktiv und übernahm 1947 die Funktion des SPÖ-Sektionsobmanns Gstättenviertel in der Stadt Salzburg. Auf Landesebene war er von 1948 bis 1974 Mitglied des Landesparteivorstandes, zudem gehörte er von 1970 bis 1972 dem Landesparteipräsidium an. Seine höchste innerparteiliche Funktion hatte er von 1966 bis 1972 als stellvertretender Landesparteivorsitzender der SPÖ Salzburg inne, zudem gehörte er von 1967 bis 1970 dem SPÖ-Bundesparteivorstand an. 
Weißkind war zudem in parteinahen Organisationen aktiv und führte zwischen 1951 und 1960 die Salzburger Kinderfreunde als Landesobmann an. Zudem war er von 1962 bis 1967 Landesobmann des Freien Wirtschaftsverbandes. Als Gremialvorsteher des Lederwaren- und Sportartikelhandels und Kammerrat der Salzburger Handelskammer engagierte er sich zudem in der Berufsvertretung, des Weiteren war er von 1962 bis 1968 Vizepräsident des Salzburger Zivilschutzverbandes und von 1952 bis 1977 Vizepräsident des Salzburger Roten Kreuzes. Er war zudem 1947 Gründungsmitglied der Salzburger Volkshilfe und hatte dort bis 1971 ebenfalls die Funktion des Vizepräsidenten inne. Des Weiteren engagierte sich Weißkind für den Sport und führte von 1952 bis 1955 sowie von 1966 bis 1969 das Amt des Präsidenten der ASKÖ Salzburg. Zudem war er von 1968 bis 1977 Präsident des SV Casino Salzburg.
Weißkind war 1946 Mitglied des Gemeinderates der Stadt Salzburg und vertrat die SPÖ vom 29. Juli 1946 bis zum 30. November 1949 im Salzburger Landtag. Danach war er vom 14. Juli 1949 bis zum 14. Mai 1969 als Landesrat Mitglied der Salzburger Landesregierung, wobei er 1954 sowie 1958/59 jeweils wenige Monate erneut dem Salzburger Landtag angehörte. Nach seinem Ausscheiden aus der Landesregierung war Weißkind zudem vom 14. Mai 1969 bis zum 26. Mai 1971 Abgeordneter im Salzburger Landtag.

## Auszeichnungen
- Goldenes Ehrenzeichen für Verdienste um die Republik Österreich (1961)
- Goldenes Ehrenzeichen des Landes Salzburg (1968)
- Ehrenobmann des Freien Wirtschaftsverbandes (1968)
- Berufstitel Kommerzialrat (1968)
- Straßenbenennung in Salzburg (1982)